# Su Ta Gar
Su Ta Gar (en basc, «foc i flama») és un grup musical basc de heavy metal. Format el 1987 per Aitor Gorosabel (veu i guitarra solista), Xabi Bastida (guitarra), Igor Díez (baix) i Galder Arrillaga (bateria). La seva cançó «Jo Ta Ke» és tot un himne al País Basc i molt coneguda en els cercles musicals i polítics de l'Estat espanyol.
El 2006 van publicar Jainko Hilen Uhartean amb el seu propi segell discogràfic i van gravar el videoclip d'«Itxaropen hitza» amb el director de cinema Juanma Bajo Ulloa. El 2021 es va publicar el còmic Sua, una història de ficció basada en passatges de les lletres de Su Ta Gar i el context històric en què va néixer el grup.

## Discografia

### Àlbums
- Jaiotze Basatia (Zarata, 1991)
- Hortzak Estuturik (Esan Ozenki, 1992)
- Munstro Hilak (Esan Ozenki, 1993)
- Sentimenak Jarraituz (Esan Ozenki, 1996)
- Agur Jauna Gizon Txuriari (Esan Ozenki, 1997)
- Su ta Gar 1987-89 (Gaztelupeko Hotsak, 1999)
- Homo_Sapiens? (GOR, 1999)
- Jo Ta Ke (GOR, 2001, doble CD en directe)
- Itsasoz Beteriko Mugetan (GOR, 2003)
- Jainko Hilen Uhartean (STG, 2006)
- Ametsak Pilatzen (2011)[4]
- Bizirik Gaude (2013)[5]
- Maitasunari pasioa (2016)
- Alarma (2022)[6]

### Filmografia
- Su ta Gar Zuzenean (1993, VHS)
- Homo_Sapiens? Tour'00 (2000, VHS)
- Une Iraunkorrak (2007, DVD)
- 20 Urte - DURANGO 2008/12/26 (2009, 2CD + DVD)

### Participació en recopilatoris
- «Haika Mutil» a Txerokee, Mikel Laboaren kantak (Elkar/IZ, 1990). Disc homenatge a Mikel Laboa.
- «Dioses del terror» a L'asturianu muévese (1997). Versió de la cançó «Beldurraren Jainkoak» en asturià.
- «Eromena» a Gaur Olerkiak Bihar Presoak Euskal Herrirat! (1998). Disc editat per la plataforma Iparraldeko Presoen Sustengu Komiteen Koordinaketak.
- «Gaztea» a Gaztetxeak Martxan (2001). Editat en solidaritat al gaztetxe de Vitòria.
- «The Sentinel» a Tribute to Metal Gods (2007). Disco de tribut a Judas Priest.